# NGC 4176
NGC 4176 (również PGC 38928) – galaktyka spiralna (Sb), znajdująca się w gwiazdozbiorze Panny. Odkrył ją w 1886 roku Francis Leavenworth.